# Neocaridina
Neocaridina (Kubo, 1938) — рід прісноводних креветок родини Atyidae. Виділений з роду Caridina через відмінності у будові внутрішніх органів. Невеликі за розміром, за що й отримали свою другу назву — «карликові креветки» (англ. dwarf shrimp). Статевий диморфізм виражається у більших розмірах та яскравішому забарвленні самиць.
Станом на 2013 рік рід нараховував 20 видів та 9 підвидів. Деякі з них досягли значного рівня популярності в акваріумістиці: Neocaridina heteropoda є чи не найпопулярнішою креветкою у прісноводних акваскейпах завдяки своїй невибагливості та яскравому забарвленню.

## Види
- Neocaridina anhuiensis Liang, Zhu & Xiong, 1984
- Neocaridina bamana Liang, 2004
- Neocaridina brevidactyla Liang, Chen & W.-X. Li, 2005
- Neocaridina curvifrons Liang, 1979
- Neocaridina denticulata De Haan, 1844
- Neocaridina euspinosa Cai, 1996
- Neocaridina fukiensis Liang & Yan, 1977
- Neocaridina gracilipoda Liang, 2004
- Neocaridina heteropoda Liang, 2002
- Neocaridina hofendopoda Shen, 1948
- Neocaridina homospina Liang, 2002
- Neocaridina iriomotensis Naruse, Shokita & Cai, 2006
- Neocaridina ishigakiensis Fujino & Shokita, 1975
- Neocaridina ketagalan Shih & Cai, 2007
- Neocaridina keunbaei H. S. Kim, 1976
- Neocaridina linfenensis Cai, 1996
- Neocaridina longipoda Cai, 1995
- Neocaridina palmata Shen, 1948
- Neocaridina saccam Shih & Cai, 2007
- Neocaridina spinosa Liang, 1964
- Neocaridina xiapuensis Zheng, 2002
- Neocaridina zhangjiajiensis Cai, 1996
- Neocaridina zhoushanensis Cai, 1996

## Галерея

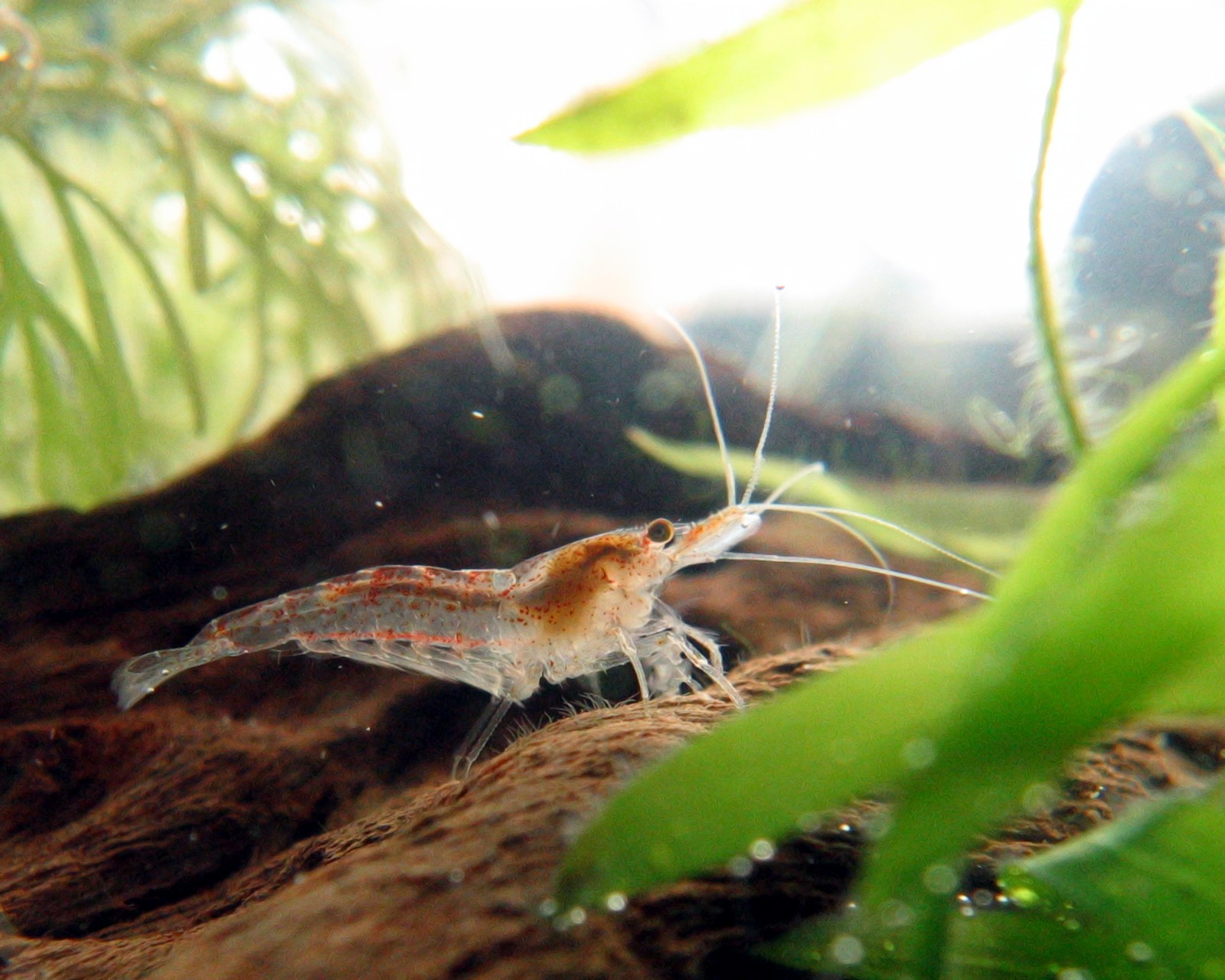
Neocaridina heteropoda
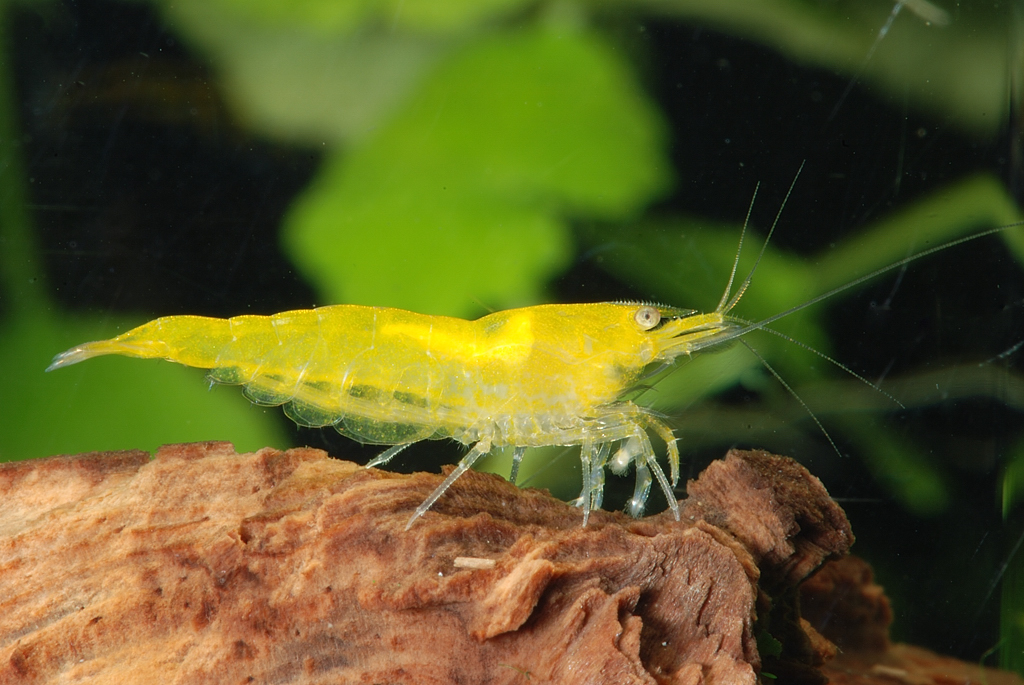
Neocaridina heteropoda
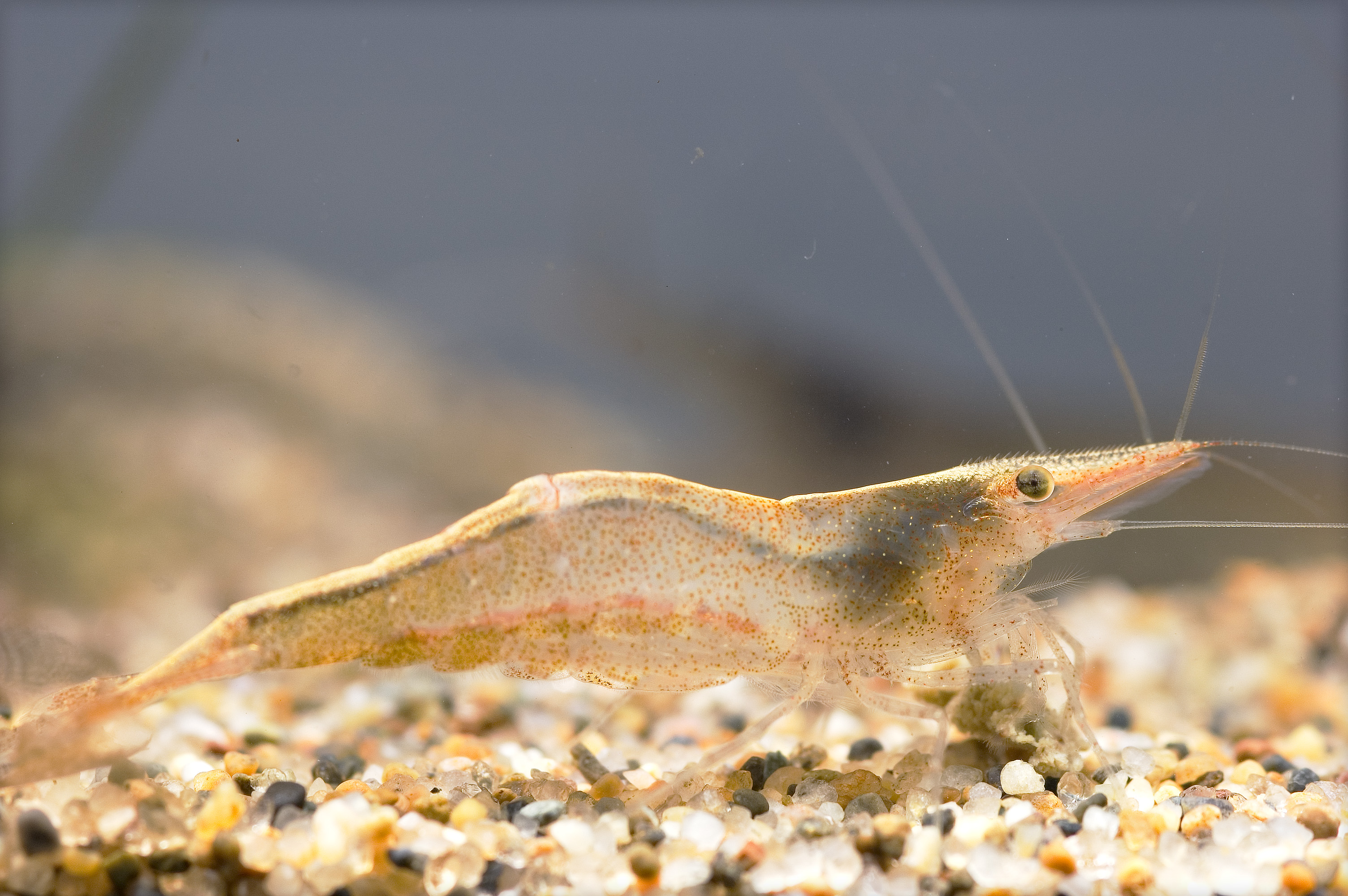
Neocaridina denticulata
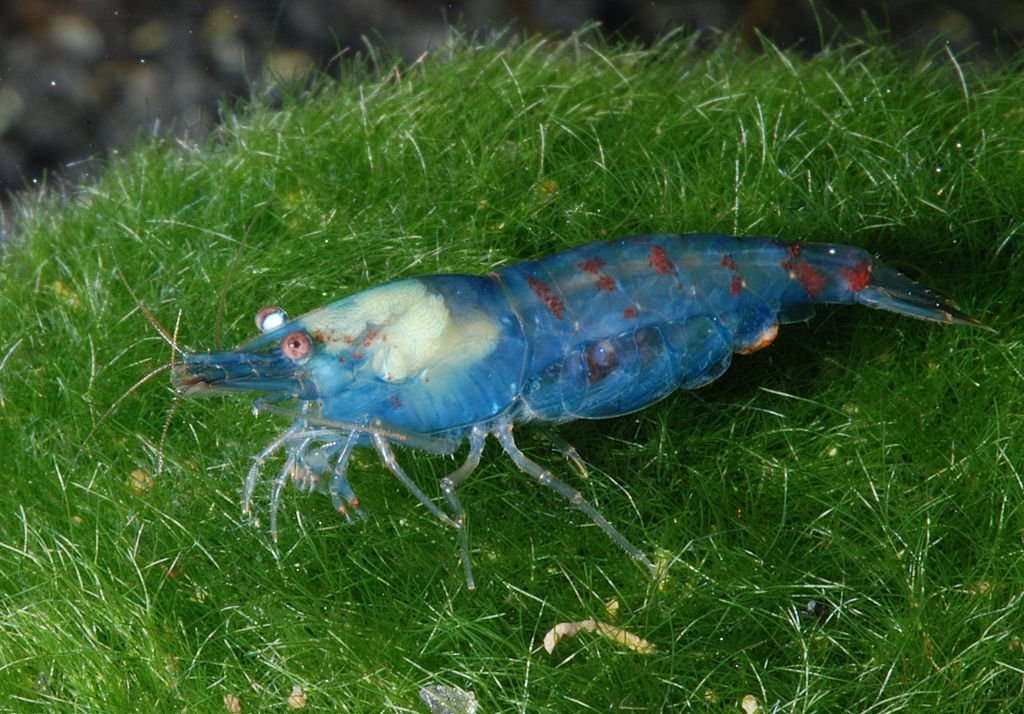
N. zhangjiajiensis
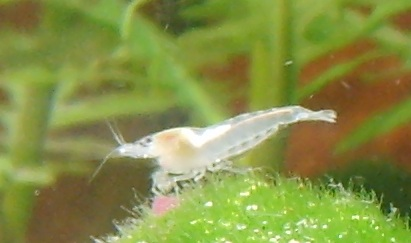
Neocaridina palmata